# Monilobracon quadriceps
Monilobracon quadriceps är en stekelart som först beskrevs av Smith 1858.  Monilobracon quadriceps ingår i släktet Monilobracon och familjen bracksteklar. Inga underarter finns listade i Catalogue of Life.